# クリストファー・ケネディー・ローフォード
クリストファー・ケネディー・ローフォード（Christopher Kennedy Lawford, 1955年3月29日 - 2018年9月4日）は、アメリカ合衆国の俳優、作家、政治活動家であり、ケネディ家の一員である。俳優としてはクリストファー・ローフォードまたはクリス・ローフォードとクレジットされる。

## 生い立ち
カリフォルニア州サンタモニカで生まれた。父親は俳優のピーター・ローフォード、母親はジョン・F・ケネディの妹であるパトリシア・ケネディ・ローフォードであり、ジョン・F・ケネディは伯父にあたる。クリストファーは、元カリフォルニア州知事のアーノルド・シュワルツェネッガーとも親戚関係にある。
ローフォードはタフツ大学を卒業し、ボストンカレッジ法科大学院で法学博士号を取得、さらにハーバード大学医学部で臨床心理学を学び、心理学の講師を務めた。

## キャリア

### 作家として
2005年9月に『Symptoms of Withdrawal: A Memoir of Snapshots and Redemption』（William Morrow 2005, ISBN 0-06-073248-2）を執筆し、この本は直ちに『ニューヨーク・タイムズ』によりベストセラーに選ばれた。

### 俳優として
ローフォードは20年以上の俳優経験がある。

### 政治活動家として
ローフォードは、上院議員エドワード・ケネディのワシントン事務所で働いていた。他にも、カロン・トリートメント・センターでカウンセラーを務めた以外に、カリフォルニア州公共衛生顧問委員会委員も経験している。

## 死去
2018年9月5日、いとこのケリー・ケネディがTwitterにてローフォードの死を告げ、弔意を表明した。同日、カリフォルニア州ハリウッドの法執行当局者は、TMZに対し、ローフォードはブリティッシュコロンビア州バンクーバーのヨガスタジオで心臓発作を起こしたと語った。63歳没。

## 主な出演作品
| 公開年 | 邦題 原題                                          | 役名                         | 備考       |
| ------ | -------------------------------------------------- | ---------------------------- | ---------- |
| 1988   | ミスター・ノース/風をはこんだ男 Mr. North          | マイケル                     |            |
| 1988   | デビルズ・バインダー Spellbinder                   | フィル                       |            |
| 1990   | ロシア・ハウス The Russia House                    | ラリー                       |            |
| 1990   | RUN/標的にされた男 Run                             | マーティンズ                 |            |
| 1991   | ドアーズ The Doors                                 | ニューヨークのジャーナリスト |            |
| 1993   | みんな愛してる Jack the Bear                       | ヴィンス                     |            |
| 1994   | ブランクマン・フォーエヴァー Blankman              | マーヴィン・ハリス           |            |
| 1998   | コーザ・ノストラ Witness to the Mob                | ジョン・グリーソン           | テレビ映画 |
| 1999   | 有罪判決/法廷に隠された真実 The Confession         | エリオット・カニンガム       |            |
| 2000   | シックス・デイ The 6th Day                         | 警官                         |            |
| 2000   | 13デイズ Thirteen Days                             | ウィリアム・B・エッカー      |            |
| 2001   | DENGEKI 電撃 Dengeki                               | 副大統領                     |            |
| 2001   | Londinium                                          | デイヴィス                   |            |
| 2002   | アタック ・オン・ザ・クイーン Counterstrike        | チェット・リッジウェイ       | テレビ映画 |
| 2002   | Hitters                                            | キャシディ                   |            |
| 2003   | ターミネーター3 Terminator 3: Rise of the Machines | Brewster's Aide              |            |
| 2005   | 世界最速のインディアン The World's Fastest Indian  | ジム・モファット             |            |
| 2007   | スリップストリーム Slipstream                      | ラース                       |            |
| 2008   | Eavesdrop                                          | クロード                     |            |